# Molnár Imre (labdarúgó)
Molnár Imre (Budapest, 1885. október 30. – Budapest, Józsefváros, 1942. február 21.) válogatott labdarúgó, csatár, balösszekötő, pénzügyminiszteri számtiszt, főtanácsos. Testvérei Molnár Ferenc és Molnár Ödön is válogatott labdarúgók voltak. Ferenc bátyjával az első újpesti labdarúgók voltak a válogatottban. A sportsajtóban Molnár II néven volt ismert.

## Családja
Molnár János és Benigni Ludmilla fiaként született. 1912. május 20-án Újpesten házasságot kötött Uhlik Elvira Zsuzsannával.

## Pályafutása

### Klubcsapatban
Az ÚTE, majd a BTC labdarúgója volt. Utóbbival egyszeres bajnoki bronzérmes volt. 1909-ben testvéreivel visszatért Újpestre. Kiválóan cselezett, de hajlott az önző játékra. Hatalmas erejű lövéseivel és gólképességével szerzett népszerűséget.

### A válogatottban
1906 és 1907 között három alkalommal szerepelt a magyar labdarúgó-válogatottban és három gólt szerzett.

## Sikerei, díjai
- Magyar bajnokság
  - 3.: 1908–09

## Statisztika

### Mérkőzései a válogatottban
| Magyarország | Magyarország      | Magyarország               | Magyarország | Magyarország | Magyarország | Magyarország | Magyarország | Magyarország |
| #            | Dátum             | Helyszín                   | Hazai        | Eredmény     | Vendég       | Kiírás       | Gólok        | Esemény      |
| ------------ | ----------------- | -------------------------- | ------------ | ------------ | ------------ | ------------ | ------------ | ------------ |
| 1.           | 1906. október 7.  | Prága, Slavia-stadion      | Csehország   | 4 – 4        | Magyarország | barátságos   | 1            | 60'          |
| 2.           | 1906. november 4. | Budapest, Millenáris-pálya | Magyarország | 3 – 1        | Ausztria     | barátságos   | 1            | 26'          |
| 3.           | 1907. április 7.  | Budapest, Millenáris-pálya | Magyarország | 5 – 2        | Csehország   | barátságos   | 1            | 80'          |
|              | Összesen          |                            |              | 3            | mérkőzés     |              | 3            | gól          |